# Yūnosuke Itō
Pour les articles homonymes, voir Ito.
Yūnosuke Itō (伊藤雄之助, Itō Yūnosuke) est un acteur japonais, né le 3 août 1919 et mort le 11 mars 1980.

## Biographie
Yūnosuke Itō a tourné dans plus de 170 films entre 1932 et 1980.

## Filmographie sélective

### Années 1940
- 1949 : Portrait d'un être humain (人間模様, Ningen moyō?) de Kon Ichikawa
- 1949 : Passion sans frein (果しなき情熱, Hateshinaki jonetsu?) de Kon Ichikawa
- 1949 : Chien enragé (野良犬, Nora-inu?) d'Akira Kurosawa

### Années 1950
- 1950 : Les Quatre saisons de la femme (女の四季, Onna no shiki?) de Shirō Toyoda
- 1950 : Sanshiro de Ginza (銀座三四郎, Ginza Sanshirō?) de Kon Ichikawa
- 1950 : Poursuite à l'aube (暁の追跡, Akatsuki no tsuiseki?) de Kon Ichikawa
- 1951 : Matashirō gyōjōki: Onihime shigure (又四郎行状記 鬼姫しぐれ?) de Nobuo Nakagawa : Kojirō Naitō
- 1951 : L'Homme sans nationalité (無国籍者, Mukokuseki-sha?) de Kon Ichikawa : Donchan
- 1951 : Bungawan Solo (ブンガワンソロ, Bungawan Soro?) de Kon Ichikawa
- 1951 : La Marche nuptiale (結婚行進曲, Kekkon koshinkyoku?) de Kon Ichikawa
- 1952 : Umon torimonochō: Hikanoko ihen (右門捕物帖 緋鹿の子異変?) de Nobuo Nakagawa : Benitarō
- 1952 : Monsieur Lucky (ラッキーさん, Rakki-san?) de Kon Ichikawa
- 1952 : Sekishun (惜春?) de Keigo Kimura : Toshikazu Kanemura
- 1952 : Koikaze gojūsan-tsugi (恋風五十三次?) de Nobuo Nakagawa
- 1952 : Les Jeunes Gens (若い人, Wakai hito?) de Kon Ichikawa
- 1952 : La Belle et le Voleur (美女と盗賊, Bijo to tozoku?) de Keigo Kimura : Dohachi
- 1952 : Kyō wa kaisha no getsuyobi (今日は会社の月給日?) de Nobuo Nakagawa
- 1952 : Vivre (生きる, Ikiru?) d'Akira Kurosawa
- 1952 : La Femme qui a touché les jambes (足にさわった女, Ashi ni sawatta onna?) de Kon Ichikawa
- 1952 : Par ci, par là (あの手この手, Anote konote?) de Kon Ichikawa
- 1953 : Monsieur Pû (プーサン, Pū-san?) de Kon Ichikawa : Yonekichi Noro
- 1953 : La Révolution bleue (青色革命, Aoiro kakumei?) de Kon Ichikawa : le professeur assistant Kamoi
- 1953 : La Jeunesse de Heiji Zenigata (天晴れ一番手柄 青春銭形平次, Seishun Zenigata Heiji?) de Kon Ichikawa : Hachigoro
- 1953 : Les Amants (愛人, Aijin?) de Kon Ichikawa : Kaji
- 1954 : Le Protégé de la compagnie I (坊ちゃん社員, Botchan shain?) de Kajirō Yamamoto : Yazaki
- 1954 : Trois amours (三つの愛, Mittsu no ai?) de Masaki Kobayashi
- 1954 : Dorodarake no seishun (泥だらけの青春?) d'Ichirō Sugai : Hatayama
- 1954 : La Vallée de l'amour et de la mort (愛と死の谷間, Ai to shi no tanima?) de Heinosuke Gosho
- 1954 : Un milliardaire (億万長者, Okuman choja?) de Kon Ichikawa : politicien
- 1954 : Le coq chante deux fois (鶏はふたゝび鳴く, Niwatori wa futatabi naku?) de Heinosuke Gosho
- 1955 : Journal d'un policier (警察日記, Keisatsu nikki?) de Seiji Hisamatsu
- 1955 : Bōmeiki (亡命記?) de Yoshitarō Nomura
- 1955 : Haru no yo no dekigoto (春の夜の出来事?) de Katsumi Nishikawa : Yoshioka
- 1955 : Mittsu no kao (三つの顔?) d'Umetsugu Inoue
- 1955 : Tsukiyo no kasa (月夜の傘?) de Seiji Hisamatsu : Gorō Suzuki
- 1955 : Zoku keisatsu nikki (続警察日記?) de Seiji Hisamatsu : Kaminari
- 1956 : La Harpe de Birmanie (ビルマの竪琴, Biruma no Tategoto?) de Kon Ichikawa : chef du village
- 1956 : Je t’achèterai (あなた買います, Anata Kaimasu?) de Masaki Kobayashi : Ippei Tamaki
- 1956 : La Pièce aux murs épais (壁あつき部屋, Kabe atsuki heya?) de Masaki Kobayashi
- 1957 : Le Corbeau jaune (黄色いからす, Kiiroi karasu?) de Heinosuke Gosho : Ichiro Yoshida
- 1957 : Le Quartier des fous (気違い部落, Kichigai buraku?) de Minoru Shibuya : Tetsuji Murata
- 1958 : La Ballade de Narayama (楢山節考, Narayama-bushi-kō?) de Keisuke Kinoshita
- 1958 : Les Géants et les Jouets (巨人と玩具, Kyojin to gangu?) de Yasuzō Masumura : Junji Harukawa
- 1958 : La Veste rouge (赤い陣羽織, Akai jinbaori?) de Satsuo Yamamoto
- 1958 : La Saison des mauvaises femmes (悪女の季節, Akujo no kisetsu?) de Minoru Shibuya : Seita Katakura
- 1959 : Le Journal des mandariniers sauvages (からたち日記, Karatachi nikki?) de Heinosuke Gosho
- 1959 : Aru rakujitsu (ある落日?) de Hideo Ōba : Ryūmon Yamashiro
- 1959 : Débordements (氾濫, Hanran?) de Yasuzō Masumura : Seyama
- 1959 : Le Mur humain (人間の壁, Ningen no kabe?) de Satsuo Yamamoto
- 1959 : L'Écho de l'amour (恋山彦, Koi yamabiko?) de Masahiro Makino

### Années 1960
- 1960 : Le Lac desséché (乾いた湖, Kawaita mizuumi?) de Masahiro Shinoda : Oseto
- 1960 : Akasaka no shimai: Yoru no hada (赤坂の姉妹 夜の肌?) de Yūzō Kawashima : Kikuzō Uetani
- 1961 : Maman ! (「粘土のお面」より かあちゃん, Nendo no omen yori: Kaachan?) de Nobuo Nakagawa : Toyoda Yoshigurō
- 1961 : Tōkyō onigiri musume (東京おにぎり娘?) de Shigeo Tanaka
- 1961 : Flocons de nuages (雲がちぎれる時, Kumo ga chigireru toki?) de Heinosuke Gosho : Kubotsu
- 1961 : Onna no tsurihashi (女のつり橋?) de Keigo Kimura : Ichizō
- 1962 : Sanjuro (椿三十郎, Tsubaki Sanjūrō?) d'Akira Kurosawa : le chambellan Mutsuta
- 1962 : Chronique de mon vagabondage (放浪記, Hōrōki?) de Mikio Naruse : Gorō Shirasaka
- 1962 : Le Secret du ninja (忍びの者, Shinobi no mono?) de Satsuo Yamamoto : Sandayū Momochi
- 1962 : La Bête élégante (しとやかな獣, Shitoyakana kemono?) de Yūzō Kawashima : Tokizo Maeda
- 1963 : Entre le ciel et l'enfer (天国と地獄, Tengoku to jigoku?)) d'Akira Kurosawa
- 1963 : Ame no naka ni kiete (雨の中に消えて?) de Katsumi Nishikawa : Matsuo Kabayama
- 1963 : Wakai Tōkyō no yane no shita (若い東京の屋根の下?) de Buichi Saitō : Kentarō Kuwano
- 1963 : Le Vagabond de Kanto (関東無宿, Kantō mushuku?) de Seijun Suzuki
- 1964 : Histoires modernes d’escroqueries : Le Tricheur (現代インチキ物語, Gendai inchiki monogatari: Damashiya?) de Yasuzō Masumura : Akatonbo
- 1964 : Ô bombe (ああ爆弾, Aa bakudan?) de Kihachi Okamoto
- 1965 : Samouraï (侍, Samurai?) de Kihachi Okamoto : Hoshino Kenmotsu
- 1965 : Le Camélia à cinq pétales (五瓣の椿, Goben no tsubaki?) de Yoshitarō Nomura
- 1967 : Le Jour le plus long du Japon (日本のいちばん長い日, Nippon no ichiban nagai hi?) de Kihachi Okamoto
- 1967 : La Femme du docteur Hanaoka (華岡青洲の妻, Hanaoka Seishū no tsuma?) de Yasuzō Masumura : Naomichi Hanaoka
- 1968 : Nemuri Kyōshirō onna jigoku (眠狂四郎女地獄?) de Tokuzō Tanaka : Nonomiya Jinnai
- 1968 : Les Combinards des pompes funèbres (とむらい師たち, Tomuraishi tachi?) de Kenji Misumi
- 1969 : Akage (赤毛?) de Kihachi Okamoto

### Années 1970
- 1972 : Baby Cart : Le Sabre de la vengeance (子連れ狼 子を貸し腕貸しつかまつる, Kozure Ōkami: Kowokashi udekashi tsukamatsuru?) de Kenji Misumi
- 1973 : Le Temps de la mémoire (青幻記 遠い日の母は美しく, Seigenki: Tōi hi no haha wa utsukushiku?) de Tōichirō Narushima[2]
- 1974 : Bloodsucking Rose (血を吸う薔薇, Chi o sū bara?) de Michio Yamamoto
- 1979 : L'Homme qui a volé le soleil (太陽を盗んだ男?) de Kazuhiko Hasegawa

## Récompenses et distinctions
- 1963 : prix Blue Ribbon du meilleur acteur dans un second rôle pour Le Secret du ninja[3]